# Alfons Scharf
Alfons Scharf war ein deutscher Schauspieler.
Scharf hatte seine erste Filmrolle 1971 in Mathias Kneißl. Sein letzter Auftritt war 1994 in der Fernsehserie Der König. 1980 schrieb er für Stückgut das Drehbuch. 

## Filmographie (Auswahl)
- 1971: Mathias Kneißl
- 1972: Ludwig – Requiem für einen jungfräulichen König
- 1972: Adele Spitzeder
- 1974: Die Entmündigung
- 1975: Hahnenkampf
- 1975: Berlinger – Ein deutsches Abenteuer
- 1976:  Sternsteinhof
- 1978: Die literarische Filmerzählung: Geschichte einer Liebe.
- 1978: Zeit zum Aufstehn
- 1979: Anton Sittinger
- 1980: Stückgut
- 1981: Die Rumplhanni
- 1982: Zeit genug
- 1983: Martin Luther
- 1983: Rote Erde
- 1986: Irgendwie und Sowieso
- 1986: Der Unfried
- 1987: Triumph der Gerechten
- 1987–1988: Zur Freiheit
- 1989: Herbstmilch
- 1989: Löwengrube
- 1994: Der König

## Theater (Auswahl)
- 1984: Gerettet von Edward Bond (Bearbeitung von Martin Sperr). Regie: Jörg van Dyck[1]

## Hörspiele (Auswahl)
- 1971: Karl Günther Hufnagel: O Betrübteste Mutter Maria (Wirt) – Komposition und Regie: Peer Raben (Original-Hörspiel – BR/RIAS Berlin)[2]